# تالوپرام
تالوپرام(Lu 3-010)،  همچنین به عنوان فتالاپرومین نیز شناخته می‌شود، یک مهارکننده انتخابی باز جذب نوراپی‌نفرین (NRI) است که برای مدیریت افسردگی در دهه ۱۹۶۰ و ۱۹۷۰ میلادی مورد تحقیق قرار گرفت اما هرگز تجاری نشد. تالوپرام و تالسوپرام از نظر ساختاری به مهارکننده انتخابی بازجذب سروتونین (SSRI) سیتالوپرام و همچنین به ملیتراسن شباهت دارند.